# Peter Fonda
Peter Henry Fonda (New York, 23 febbraio 1940 – Los Angeles, 16 agosto 2019) è stato un attore e regista statunitense.
Appartenente a una grande famiglia di attori, era figlio dell'attore Henry Fonda e fratello di Jane, nonché padre dell'attrice Bridget.
Ottenne il Golden Globe per il miglior attore in un film drammatico e la candidatura all'Oscar al miglior attore per il film L'oro di Ulisse (1997). Fu inoltre candidato all'Oscar alla miglior sceneggiatura originale per il film Easy Rider - Libertà e paura, da lui prodotto nel 1969.

## Biografia
Peter Fonda nacque il 23 febbraio 1940 a New York da Henry Fonda e Frances Seymour Brokaw. Era di origine olandese, canadese, britannica, italiana e francese. La famiglia Fonda, da parte paterna, era di origine olandese, pur avendo come capostipite un italiano immigrato da Genova nei Paesi Bassi nel corso del XV secolo. Nel 1642, alcuni membri di tale famiglia emigrarono in America e furono fra i primi colonizzatori olandesi che si trasferirono nell'attuale Stato di New York, dove fondarono la città che da loro prese il nome di Fonda.
Da parte materna era di origine anglo-canadese con radici britanniche, francesi e italiane: uno dei suoi antenati, Giovanni Gualdo, era un nobile di Vicenza. La madre, seconda delle cinque mogli del famoso attore, in precedenza era stata sposata con il miliardario George Tuttle Brokaw. Morì suicida il 14 aprile 1950, al compimento del suo 42º anno di età, tagliandosi la gola con un rasoio. La donna era da tempo affetta da problemi mentali e ricoverata al Craig House Sanitarium for Insane a Beacon, New York. Meno di un anno più tardi, al compimento del suo 11º compleanno, Peter ebbe un grave incidente con un'arma da fuoco: si sparò accidentalmente nello stomaco rischiando la vita.
Studiò recitazione ad Omaha, Nebraska e frequentò la University of Nebraska-Omaha e la Omaha Community Playhouse, il teatro che vide l'esordio di attori quali suo padre Henry e Marlon Brando, dove iniziò a recitare nella commedia Harvey. In seguito tornò a New York e diventò apprendista al Cecilwood Theatre. Un anno dopo debuttò a Broadway in Blood, Sweat and Stanley Poole grazie al quale iniziò ad ottenere una certa fama. Si trasferì a Hollywood per entrare nel mondo del cinema e nel 1963 cominciò la sua carriera interpretando un ruolo da co-protagonista in Il sole nella stanza. L'intensità di Fonda impressionò il regista Robert Rossen, per il quale recitò nel film Lilith - La dea dell'amore (1964). Rossen aveva previsto un attore ebreo nel ruolo di Stephen Evshevsky ma Fonda ottenne ugualmente la parte togliendo gli occhiali dalla faccia del regista e mettendoseli sulla sua in modo da sembrare più "ebreo".
Interpretò ruoli importanti anche ne I vincitori (1963) e in Giovani amanti (1964). Alla metà degli anni sessanta era già un protagonista non convenzionale di Hollywood. Come riferiva la rivista Playboy, Fonda vantava una "solida reputazione da rinunciatario". Diventò fortemente anticonformista e si fece crescere i capelli lunghi, alienandosi dall'establishment dell'industria cinematografica e perdendo occasioni di lavoro. Attraverso la sua amicizia con i membri dei Byrds, conobbe i Beatles e, nell'agosto 1965, fece loro visita nella casa in affitto del gruppo a Benedict Canyon, Los Angeles. Mentre lui e tutti gli occupanti della casa, tranne Paul McCartney, erano sotto l'effetto dell'LSD, Fonda rievocò l'incidente che ebbe da bambino nel quale rischiò la vita e ripeté ossessivamente la frase "I know what it's like to be dead" ("so cosa significa essere morto"). Queste parole infastidirono John Lennon e compagni perché in netto contrasto con l'atmosfera della giornata di sole che stavano trascorrendo tra ragazze e LSD. Proprio quella frase venne perciò ripresa dai Beatles e inserita nella canzone She Said She Said contenuta nell'album Revolver del 1966.
In quel periodo Fonda cominciò ad essere associato sempre più con la controcultura degli anni sessanta. Il 12 novembre 1966 venne arrestato durante uno scontro tra manifestanti e polizia sulla Sunset Strip, nato da una protesta contro la chiusura del Pandora's Box, un famoso club hippy. Fu rilasciato senza accuse dopo che dichiarò di trovarsi lì solo per filmare il tutto. Sui disordini di quel giorno i Buffalo Springfield scrissero la loro celebre canzone For What It's Worth. Il primo ruolo legato alla controcultura interpretato da Fonda fu quello di Heavenly Blues, il protagonista del film I selvaggi (1966). La pellicola venne citata numerose volte, tramite immagini, personaggi o campioni audio tratti direttamente dall'opera cinematografica inseriti nei brani, da diversi gruppi musicali come Primal Scream, Mudhoney, The Magnetic Fields e altri. 
Nel 1967, insieme a Dennis Hopper, scrisse e interpretò Easy Rider - Libertà e paura, considerato il road movie per eccellenza e manifesto della cultura hippie di fine anni sessanta. Il film uscirà solo nel 1969, dopo una lunga e problematica fase di montaggio. Nel settembre del 2007, Fonda mise all'asta i cimeli di Easy Rider, tra cui la bandiera statunitense che decorava la sua giacca ed il Timex che indossava nel film. Nel 1976 interpretò il film Futureworld - 2000 anni nel futuro, sequel del film Il mondo dei robot (1973) e nel 1988 apparve in due miniserie televisive di produzione italiana: Sound diretta da Biagio Proietti e Gli indifferenti, diretta da Mauro Bolognini (tratta dal romanzo omonimo di Alberto Moravia). Nel 2007 interpretò la parte del villain Mefistofele nel film Ghost Rider. Morì a Los Angeles il 16 agosto 2019, all'età di 79 anni, a seguito di un'insufficienza respiratoria causata da un tumore ai polmoni contro cui lottava da tempo.

## Vita privata
Nel 1961 Fonda sposò Susan Brewer, dalla quale ebbe due figli, Bridget e Justin. Dopo aver divorziato nel 1974, l'anno successivo sposò Portia Rebecca Crockett. La coppia divorziò dopo 36 anni, nel 2011. Quello stesso anno l'attore sposò Margaret DeVogelaere.

## Filmografia

### Attore

#### Cinema
- Il sole nella stanza (Tammy and the Doctor), regia di Harry Keller (1963)
- I vincitori (The Victors), regia di Carl Foreman (1963)
- Lilith - La dea dell'amore (Lilith), regia di Robert Rossen (1964)
- Giovani amanti (The Young Lovers), regia di Samuel Goldwyn Jr. (1964)
- Gli indomabili dell'Arizona (The Rounders), non citato nei titoli originali, regia di Burt Kennedy (1965)
- I selvaggi (The Wild Angels), regia di Roger Corman (1966)
- Il serpente di fuoco (The Trip), regia di Roger Corman (1967)
- Tre passi nel delirio (Histoires extraordinaires), episodio Metzengerstein, regia di Roger Vadim (1968)
- Easy Rider - Libertà e paura (Easy Rider), regia di Dennis Hopper (1969)
- Il ritorno di Harry Collings (The Hired Hand), regia di Peter Fonda (1971)
- Fuga da Hollywood (The Last Movie), regia di Dennis Hopper (1971)
- Two People, regia di Robert Wise (1973)
- Zozza Mary, pazzo Gary (Dirty Mary, Crazy Larry), regia di John Hough (1974)
- Le mele marce (Open Season), regia di Peter Collison (1974)
- In corsa con il diavolo (Race with the Devil), regia di Jack Starrett (1975)
- 92 gradi all'ombra (92 in the Shade), regia di Thomas McGuane (1975)
- Killer Commando - Per un pugno di diamanti (Killer Force), regia di Val Guest (1976)
- Fighting Mad, regia di Jonathan Demme (1976)
- Futureworld - 2000 anni nel futuro (Futureworld), regia di Richard T. Heffron (1976)
- All'ultimo secondo (Outlaw Blues), regia di Richard T. Heffron (1977)
- Truck Drivers (High Ballin'), regia di Peter Carter (1978)
- Wanda Nevada, regia di Peter Fonda (1979)
- La corsa più pazza d'America (The Cannonball Run), regia di Hal Needham (1981)
- Punto debole (Split Image), regia di Ted Kotcheff (1982)
- Daijôbu, mai furendo, regia di Ryû Murakami (1983)
- Il mistero della foresta (Dance of the Dwarfs), regia di Gus Trikonis (1983)
- Peppermint-Frieden, regia di Marianne Rosenbaum (1983)
- Spasms, regia di William Fruet (1983)
- Ore 13: dopo il massacro la caccia (Certain FUry), regia di Stephen Gyllenhaal (1985)
- Mercenary Fighters, regia di Riki Shelach Nissimoff (1988)
- L'uomo delle grandi pianure (Hawken's Breed) regia di Charles B. Pierce (1988)
- The Rose Garden, regia di Fons Rademakers (1989)
- Fatal Mission, regia di George Rowe (1990)
- Family Express, regia di George Nicolas Hayek (1991)
- Desideri smarriti (Bodies, Rest & Motion), regia di Michael Steinberg (1993)
- Una chiamata nella notte (South Beach), regia di Fred Williamson e Alain Zaloum (1993)
- L'ultimo inganno (Deadfall), regia di Christopher Coppola (1993)
- Molly & Gina, regia di Paul Leder (1994)
- Love e una .45 (Love and a .45), regia di C.M. Talkington (1994)
- Nadja, regia di Michael Almereyda (1994)
- Painted Hero, regia di Terry Benedict (1996)
- Fuga da Los Angeles (Escape from L.A.), regia di John Carpenter (1996)
- La grazia nel cuore (Grace of My Heart), solo voce, regia di Allison Anders (1996)
- L'oro di Ulisse (Ulee's Gold), regia di Victor Nuñez (1997)
- Welcome to Hollywood, regia di Tony Markes e Adam Rifkin (1998)
- L'inglese (The Limey), regia di Steven Soderbergh (1999)
- Vendetta finale (South of Heaven, West of Hell), regia di Dwight Yoakam (2000)
- Thomas and the Magic Railroad, regia di Britt Allcroft (2000)
- Second Skin, regia di Darrell Roodt (2000)
- Wooly Boys, regia di Leszek Burzynski (2001)
- Ingannevole è il cuore più di ogni cosa (The Heart Is Deceitful Above All Things), regia di Asia Argento (2004)
- Grand Theft Auto: San Andreas, videogioco, solo voce (2004)
- Cobrador: In God We Trust, regia di Paul Leduc (2006)
- Ghost Rider, regia di Mark Steven Johnson (2007)
- Svalvolati on the road (Wild Hogs), regia di Walt Becker (2007)
- Quel treno per Yuma (3:10 to Yuma), regia di James Mangold (2007)
- Japan, regia di Fabien Pruvot (2008)
- The Perfect Age of Rock 'n' Roll, regia di Scott D. Rosenbaum (2009)
- The Boondock Saints 2 - Il giorno di Ognissanti (The Boondock Saints II: All Saints Day), regia di Troy Duffy (2009)
- American Bandits: Frank and Jesse James, video, regia di Fred Olen Ray (2010)
- The Trouble with Bliss, regia di Michael Knowles (2011)
- Smitty - Un amico a quattro zampe (Smitty), regia di David Mickey Evans (2012)
- Harodim, regia di Paul Finelli (2012)
- As Cool as I Am, regia di Max Mayer (2013)
- Copperhead, regia di Ronald F. Maxwell (2013)
- L'ultima ricchezza (The Ultimate Life), regia di Michael Landon Jr. (2013)
- THe Harvest, regia di John McNaughton (2013)
- Coldplay: Magic, video musicale, regia di Jonas Åkerlund (2014)
- Jesse James: Lawman, regia di Brett Kelly (2015)
- The Runner - Il prezzo del potere (The Runner), regia di Austin Stark (2015)
- House of Bodies, regia di Alex Merkin (2016)
- The Ballad of Lefty Brown, regia di Jared Moshe (2017)
- La donna più odiata d'America (The Most Hated Woman in America), regia di Tommy O'Haver (2017)
- Borderland, video, regia di Pual Street (2017)
- You Can't Say No, regia di Paul Kramer (2018)
- Un viaggio stupefacente (Boundaries), regia di Shana Feste (2018)
- Era mio figlio (The Last Full Measure), regia di Todd Robinson (2019)
- The Magic Hours, regia di David Connelly (2022)

#### Televisione
- La città in controluce (Naked City) – serie TV, 1 episodio (1962)
- The New Breed – serie TV, 1 episodio (1962)
- Carovane verso il West (Wagon Train) – serie TV, 1 episodio (1962)
- La parola alla difesa (The Defenders) – serie TV, 1 episodio (1963)
- Channing – serie TV, 1 episodio (1963)
- Sotto accusa (Arrest and Trial) – serie TV, 1 episodio (1964)
- The Alfred Hitchcock Hour – serie TV, 1 episodio (1964)
- 12 O'Clock High – serie TV, 1 episodio (1964)
- Insight – serie TV, 1 episodio (1966)
- High Noon: The Clock Strikes Noon Again – film TV (1966)
- Certain Honorable Men – film TV (1968)
- Agenti speciali ONU missione Eiffel (The Hostage Tower) – film TV (1980)
- A Reason to Live – film TV (1985)
- Gli indifferenti – film TV (1988)
- Sound – film TV (1988)
- Montana – film TV, non citato nei titoli originali (1990)
- L'ispettore Tibbs (In the Heat of the Hight) – serie TV, 2 episodi (1994)
- Non guardare indietro (Don't Look Back) – film TV (1996)
- The Tempest – film TV (1998)
- The Passion of Ayn Rand – film TV (1999)
- The Laramie Project – film TV (2002)
- The Maldonado Miracle – film TV (2003)
- Il ladro del passato (A Thief of Time) – film TV (2003)
- Capital City – film TV (2004)
- Back When We Were Grownups – film TV (2004)
- Supernova – film TV (2005)
- The Gathering – serie TV, 2 episodi (2007)
- E.R. - Medici in prima linea (ER) – serie TV, 1 episodio (2007)
- Journey to the Center of the Earth – film TV (2008)
- Californication – serie TV, 1 episodio (2009)
- Revolution – film TV (2009)
- CSI: NY – serie TV, 2 episodi (2011)
- Hawaii Five-0 – serie TV, 1 episodio (2011)
- The Blacklist – serie TV, 1 episodio (2014)
- HR – film TV (2014)
- Documentary Now! – serie TV, 1 episodio (2016)
- Max – film TV (2016)
- La legge di Milo Murphy (Milo Murphy's Law) – serie TV, 2 episodi, solo voce (2017-2018)

### Regista
- Il ritorno di Harry Collings (The Hired Hand) (1971)
- Idaho transfer (1973)
- Wanda Nevada (1979)

## Doppiatori italiani
Nelle versioni in italiano delle opere in cui ha recitato, Peter Fonda è stato doppiato da:
- Gino La Monica in Tre passi nel delirio, L'oro di Ulisse, Ingannevole è il cuore più di ogni cosa, E.R. - Medici in prima linea, Ghost Rider
- Sergio Di Stefano in Love & una 45, L'ultimo inganno, The Passion of Ayn Rand
- Dario Penne ne La corsa più pazza d'America, La donna più odiata d'America
- Stefano De Sando in Svalvolati on the road, Era mio figlio
- Massimo Turci ne Il sole nella stanza
- Pierangelo Civera in Easy Rider - Libertà e paura
- Cesare Barbetti in Futureworld - 2000 anni nel futuro
- Ferruccio Amendola ne Gli indifferenti
- Massimo Lodolo ne L'ispettore Tibbs
- Edoardo Siravo in Fuga da Los Angeles
- Adalberto Maria Merli ne L'inglese
- Enrico Di Troia in Ocean's Twelve
- Sandro Iovino in CSI: NY
- Omero Antonutti in Quel treno per Yuma
- Michele Kalamera in Smitty - Un amico a quattro zampe
- Ennio Coltorti in Un viaggio stupefacente